# Janeth Chepngetich
Janeth Chepngetich (* 23. Juli 1998 in Keringet) ist eine kenianische Leichtathletin, die sich auf den Langstreckenlauf spezialisiert hat. 2024 siegte sie über 10.000 Meter bei den Afrikaspielen in Accra.

## Sportliche Laufbahn
Erste internationale Erfahrungen sammelte Janeth Chepngetich im Jahr 2015, als sie bei den Jugendafrikameisterschaften in Réduit in 4:21,87 min die Bronzemedaille im 1500-Meter-Lauf gewann. Anschließend belegte sie bei den Jugendweltmeisterschaften in Cali in 4:19,43 min den fünften Platz. Seit 2022 fokussiert sie sich auf den Langstreckenlauf, insbesondere auf der Straße und 2023 siegte sie in 30:21 min im 10-km-Rennen in Prag. Im Jahr darauf siegte sie bei den Afrikaspielen in Accra in 33:27,00 min im 10.000-Meter-Lauf.

## Persönliche Bestzeiten
- 5000 Meter: 15:07,55 min, 24. Juni 2023 in Nairobi
- 10.000 Meter: 31:57,70 min, 8. Juli 2023 in Nairobi
- 10-km-Straßenlauf: 29:55 min, 14. Januar 2024 in Valencia
- Halbmarathon: 1:05:15 h, 22. Oktober 2023 in Valencia